# Platensina
Platensina es un género de insecto de la familia Tephritidae del orden Diptera.

## Especies
- Platensina alboapicalis
- Platensina amita
- Platensina ampla
- Platensina apicalis
- Platensina aptata
- Platensina bezzii
- Platensina fukienica
- Platensina fulvifacies
- Platensina guttatolimbata
- Platensina intacta
- Platensina katangana
- Platensina nigrifacies
- Platensina nigripennis
- Platensina nigrodiscalis
- Platensina parvipuncta
- Platensina quadrula
- Platensina sumbana
- Platensina tetrica
- Platensina trimaculata
- Platensina voneda
- Platensina woodi